# Alexander Anatoljewitsch Petrenko
Alexander Anatoljewitsch Petrenko (russisch Александр Анатольевич Петренко, wiss. Transliteration Aleksandr Anatol'evič Petrenko; * 4. Februar 1976 in Alma-Ata, Sowjetunion; † 21. Juli 2006 bei Samara) war ein russischer Basketballnationalspieler.
Der 2,05 m große Power Forward spielte in der Saison 2005/06 mit BK Chimki im EuroCup-Finale gegen DKV Joventut und erzielte in diesem Spiel 11 Punkte und 5 Rebounds.
Alexander Petrenko verstarb am 22. Juli 2006 nach einem Autounfall in der Nähe der Stadt Samara, bei dem auch seine Frau und deren Eltern ums Leben kamen. Seine Tochter überlebte den Unfall schwerverletzt.

## Sportliche Karriere
- 1999: EM-Teilnehmer für Russland (Platz 5) – 44 Punkte in 8 Partien